# Araslövssjön
Araslövssjön este o arie protejată (arie specială de conservare — SAC, sit de importanță comunitară — SCI) din Suedia întinsă pe o suprafață de 368,2 ha, integral pe uscat.

## Localizare
Centrul sitului Araslövssjön este situat la coordonatele 56°03′44″N 14°07′13″E / 56.0621°N 14.1204°E.

## Înființare
Situl Araslövssjön a fost declarat sit de importanță comunitară în ianuarie 2002 pentru a proteja 1 specie de animale. Situl a fost protejat și ca arie specială de conservare în martie 2011.

## Biodiversitate
Situată în ecoregiunea continentală, aria protejată conține 2 habitate naturale: Lacuri eutrofice naturale cu vegetație de tip Magnopotamion sau Hydrocharition, Pajiști cu Molinia pe soluri calcaroase, turboase sau argilos-nămoloase (Molinion caeruleae).
La baza desemnării sitului se află o specie protejată de  nevertebrate: Graphoderus bilineatus.